# 第1次・第2次原州の戦い
第1次・第2次原州の戦い（だいいちじ・だいにじげんしゅうのたたかい）は、朝鮮戦争において1950年12月31日から1951年1月20日まで、韓国の原州で行われた戦いである。西部戦線での中国軍のソウル占領に合わせて、朝鮮人民軍は中央戦線と東部戦線に沿った国連軍の防衛線を不安定化させるため、原州占領を企図した。
1950年大晦日、中国人民志願軍と朝鮮人民軍の合同攻撃により春川の国連軍防衛線が突破された後、原州の米軍第10軍団は朝鮮人民軍第5軍団による主攻と第2軍団による後方からのゲリラ戦に遭遇し悩まされた。これに対し、エドワード・アーモンド少将指揮下の米軍第10軍団は原州で朝鮮人民軍を無力化することに成功し、その後国連軍による数々の対ゲリラ作戦が実施された。戦闘後、中央および東部戦線の朝鮮人民軍は壊滅し、国連軍の戦線は北緯37度線で安定することができた。

## 背景

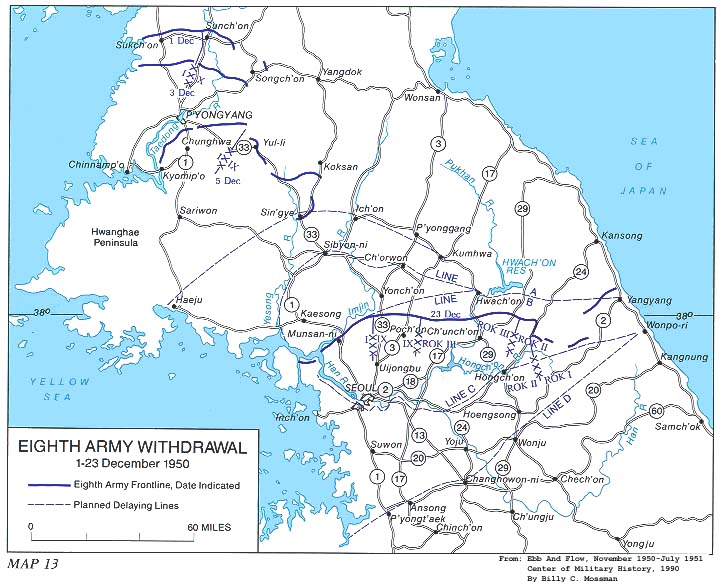
国連軍前線、1950年12月1日～23日

1950年6月に韓国への奇襲侵攻を開始した後、朝鮮人民軍は仁川上陸作戦と同年9月より続く国連の反撃によって粉砕され、残余戦力は中朝国境沿いの山岳地帯に避難所を求めながら北方へと逃亡した。朝鮮人民軍の壊滅と国連の北朝鮮への攻勢は中国を朝鮮戦争への介入へと駆り立て、中国軍は1950年11月に国境付近の国連軍に対する第二段階の攻勢を開始した。結果として生じた清川江渓谷と長津湖での戦闘により、国連軍は同年12月中に38度線以南までの撤退を余儀なくされた。東部戦線では、米軍第10軍団が1950年12月24日までに海路で北朝鮮から撤退した事により、大韓民国軍は38度線に沿って中央および東部戦線の防衛を引き継ぐことを余儀なくされ、中央戦線近くにある重要な道路ジャンクションである原州もその対象となった。国連軍の突然の敗北は壊滅的な打撃を受けた朝鮮人民軍に一時的な休息を与え、1950年末には戦力を再建した。
中国の勝利を受けて、中国共産党主席の毛沢東は、北朝鮮の金日成首相の要請により、直ちに国連軍に対する新たな攻勢を命じた。「第三段階作戦」と呼ばれるこの攻勢は、38度線沿いの韓国軍の完全な壊滅を想定した韓国への国境侵攻であり、国連軍に朝鮮半島からの撤退を迫ることを目的としていた。
西部方面からの攻勢は中国人民志願軍第13兵団（長：鄧華）が担当し、後に1月4日のソウル占領につながった。しかし、長津湖の志願軍第9兵団が壊滅したため、東部方面の攻勢は、金雄中将と朴一禹政治委員の指揮の下、再建された朝鮮人民軍に引き渡された。
12月23日、アメリカ第8軍司令官のウォルトン・ウォーカー将軍が交通事故で殉職し、12月26日、マシュー・B・リッジウェイ中将が第8軍の指揮官に就任した。